# Laguna Pedro
La Laguna Pedro es una laguna salada, ubicada en el Departamento Güer Aike, en la provincia de Santa Cruz, Patagonia argentina. Se ubica en el centro de una pequeña cuenca endorreica, y por lo tanto no tiene desagüe.
Pertenece al grupo llamado lagunas del Tero, y se encuentra a 35 km al norte de la confluencia del río Coig y su afluente río Pelque en la zona de la meseta patagónica bordeando el lado izquierdo de la misma.